# Fergie Time
Fergie Time är ett uttryck som används i engelsk fotboll. Den syftar till en generös eller överdrivet lång tilläggstid i slutet av en match, som ger ett lag mer tid att göra mål för att spela lika eller vinna. Mer specifikt hänvisar det till Sir Alex Ferguson, manager för Manchester United 1986 till 2013, och en uppfattning bland motståndarfans att under matcher där United inte vann, skulle det ges "så mycket tilläggstid som krävs för United att vinna eller spela lika".